# Ếch cây Helen
Ếch cây Helen (tên khoa học Rhacophorus helenae) là một loài ếch bay được phát hiện ở Việt Nam và công bố năm 2013, đặt tên theo Helen M. Rowley, mẹ của người phát hiện và mô tả loài này. Loài này sinh sống ở Bình Thuận và Đồng Nai, từ Khu bảo tồn thiên nhiên Núi Ông, tỉnh Bình Thuận đến rừng phòng hộ đầu nguồn thuộc vùng Thác Mai, Tân Phú, Đồng Nai. 

## Mô tả
Ếch cây Helen có thân dài 72,3 - 85,5 mm ở con đực và 89,4 - 90,7 mm ở con cái.
Chúng có mặt trên lưng và đầu màu xanh lá cây hoặc xanh dương với những đốm trắng. Bụng và đầu màu trắng. Chúng sinh sống trên cây và có màng chân lớn giúp chúng phi từ cây này sang cây khác hoặc xuống đất. Loài này đang bị đe dọa mất môi trường sống.